# Sirin Fatum
Sirin Fatum –en árabe, سيرين فطوم– (nacida el 27 de marzo de 2001) es una deportista tunecina que compite en triatlón. Ganó una medalla de oro en los Juegos Panafricanos de 2019 en el relevo mixto.

## Palmarés internacional
| Juegos Panafricanos | Juegos Panafricanos | Juegos Panafricanos | Juegos Panafricanos |
| Año                 | Lugar               | Medalla             | Prueba              |
| ------------------- | ------------------- | ------------------- | ------------------- |
| 2019                | Rabat (Marruecos)   | Medalla de oro      | Relevo mixto        |